# Time 100: Danh sách nhân vật ảnh hưởng nhất trên thế giới năm 2006
Danh sách nhân vật ảnh hưởng nhất trên thế giới năm 2006 là một bản danh sách bình chọn những nhân vật ảnh hưởng đến thế giới trong năm 2006 do tạp chí TIME (Mỹ), công bố vào năm 2006.

## Những nhà lãnh đạo và những nhà cách mạng
- Muqtada al-Sadr
- Ellen Johnson-Sirleaf
- Hugo Chavez
- George W. Bush
- John McCain
- Mahmoud Ahmadinejad
- Ayman al-Zawahiri
- Hillary Rodham Clinton
- Pope Benedict XVI
- Condoleezza Rice
- Wen Jiabao
- Ehud Olmert
- Pervez Musharraf
- John Roberts
- Ismail Haniya
- Angela Merkel
- Jigme Singye Wangchuck
- Archbishop Peter Akinola
- Junichiro Koizumi
- Oprah Winfrey
- Bill Gates

## Những nhà xây dựng và những nhà sáng tạo
- Vikram Akula
- Tom Anderson & Chris DeWolfe
- Franz Beckenbauer
- The Flickr Founders
- Sean Combs
- Jamie Dimon
- Brian France
- Tom Freston
- Huang Guangyu
- Omid Kordestani
- Eddie Lampert
- Patricia Russo
- Mohammed bin Rashid al-Maktoum
- Anne Mulcahy
- Nandan Nilekani
- Jim Sinegal
- Steve Wynn
- The Skype Guys
- Dieter Zetsche

## Những người nổi tiếng trong thế giới nghệ thuật và giải trí
- J.J. Abrams
- George Clooney
- Dixie Chicks
- Ellen DeGeneres
- Nicolas Ghesquiere
- Wayne Gould
- Philip Seymour Hoffman
- Arianna Huffington
- Ang Lee
- Renzo Piano
- Rain
- Rachael Ray
- Jeff Skoll
- Kiki Smith
- Will Smith
- Zadie Smith
- Howard Stern
- Mery Streep
- Reese Witherspoon
- Rob Pardo
- Daddy Yankee
- Tyra Banks
- Dane Cook
- Matt Drudge
- Stephen Colbert

## Những người hùng và những thần tượng
- Bono
- Michelle Wie
- Wynton Marsalis
- Angelina Jolie
- Bill Clinton & George H.W. Bush
- Steve Nash
- Orhan Pamuk
- Elie Wiesel
- Jan Egeland
- Joey Cheek
- Chen Guangcheng
- Ian Fishback
- Wafa Sultan
- Pernessa Seele
- Ralph Lauren
- Mukhtaran Bibi
- Paul Simon
- Al Gore
- Katie Couric

## Những nhà khoa học và những nhà tư tưởng
- Mike Brown
- Kelly Brownell
- Nancy Cox
- Richard Davidson
- Kerry Emanuel
- Jim Hansen
- Zahi Hawass
- Bill James
- John Jones
- Ma Jun
- Jim Yong Kim
- Steven Levitt
- Jacques Rossouw
- Andrew von Eschenbach
- Jimmy Wales
- Geoffrey West